# Parafia Nawiedzenia Najświętszej Maryi Panny w Tarnawie
Parafia Nawiedzenia Najświętszej Maryi Panny w Tarnawie – rzymskokatolicka parafia znajdująca się w archidiecezji krakowskiej, w dekanacie Niegowić, w Polsce.